# Karate na Letnich Igrzyskach Olimpijskich 2020 – kumite do 55 kg kobiet
Kumite - waga do 55 kg kobiet było jedną z konkurencji rozgrywanych w ramach karate podczas Letnich Igrzysk Olimpijskich 2020. Zawody zostały rozegrane w hali Nippon Budōkan. Było to jedna z konkurencji debiutujących podczas igrzysk w Tokio.

## Terminarz
Wszystkie godziny są podane w czasie tokijskim (UTC+09:00),
| Data            | Godzina |                         |
| --------------- | ------- | ----------------------- |
| 5 sierpnia 2021 | 17:00   | Runda eliminacyjna      |
| 5 sierpnia 2021 | 20:22   | Półfinały               |
| 5 sierpnia 2021 | 20:50   | Pojedynek o złoty medal |

## Format
Zawodniczki zostały podzielone na dwie grupy. W poszczególnych grupach rywalizowano system każdy z każdym. Dwie najlepsze zawodniczki z każdej grupy awansowały do półfinałów. Zwyciężczynie półfinałów walczyły o złoty medal, przegrane otrzymywały brązowe medale.

## Wyniki

### Eliminacje
Grupa A
| Zawodniczka    | Kraj            | Walki | Wygrane | Remis | Przegrane | Punkty | Uwagi |
| -------------- | --------------- | ----- | ------- | ----- | --------- | ------ | ----- |
| Iwеt Goranowa  | Bułgaria        | 3     | 3       | 0     | 0         | 6      | QF    |
| Wen Tzu-yun    | Chińskie Tajpej | 3     | 2       | 0     | 1         | 4      | QF    |
| Sara Bahmanyar | Iran            | 3     | 1       | 0     | 2         | 2      |       |
| Serap Özçelik  | Turcja          | 3     | 0       | 0     | 3         | 0      |       |

Grupa B
| Zawodniczka        | Kraj       | Walki | Wygrane | Remis | Przegrane | Punkty | Uwagi |
| ------------------ | ---------- | ----- | ------- | ----- | --------- | ------ | ----- |
| Anželika Terluha   | Ukraina    | 4     | 2       | 2     | 0         | 6      | QF    |
| Bettina Plank      | Austria    | 4     | 2       | 1     | 1         | 5      | QF    |
| Miho Miyahara      | Japonia    | 4     | 2       | 0     | 2         | 4      |       |
| Moldir Zhangbyrbay | Kazachstan | 4     | 1       | 1     | 2         | 3      |       |
| Radwa Sayed        | Egipt      | 4     | 1       | 0     | 3         | 2      |       |

### Finały
|  |          |                  |          |                  |   |       |               |       |
|  | Półfinał | Półfinał         | Półfinał |                  |   | Finał | Finał         | Finał |
|  | Półfinał | Półfinał         | Półfinał |                  |   | Finał | Finał         | Finał |
|  |          |                  |          |                  |   |       |               |       |
|  |          |                  |          |                  |   |       |               |       |
|  | A1       | Iwеt Goranowa    | 4        |                  |   |       |               |       |
|  | A1       | Iwеt Goranowa    | 4        |                  |   |       |               |       |
|  | B2       | Bettina Plank    | 3        |                  |   |       |               |       |
|  | B2       | Bettina Plank    | 3        |                  |   | A1    | Iwеt Goranowa | 5     |
|  |          |                  |          |                  |   | A1    | Iwеt Goranowa | 5     |
|  |          |                  | B1       | Anželika Terluha | 1 |       |               |       |
|  | B1       | Anželika Terluha | B1       | Anželika Terluha | 1 | 4     |               |       |
|  | B1       | Anželika Terluha |          |                  |   |       |               |       |
|  | A2       | Wen Tzu-yun      | 4        |                  |   |       |               |       |
|  | A2       | Wen Tzu-yun      | 4        |                  |   |       |               |       |
|  |          |                  |          |                  |   |       |               |       |